# Liste der Baudenkmäler in Wiesthal
Auf dieser Seite sind die Baudenkmäler in der unterfränkischen Gemeinde Wiesthal zusammengestellt. Diese Tabelle ist eine Teilliste der Liste der Baudenkmäler in Bayern. Grundlage ist die Bayerische Denkmalliste, die auf Basis des Bayerischen Denkmalschutzgesetzes vom 1. Oktober 1973 erstmals erstellt wurde und seither durch das Bayerische Landesamt für Denkmalpflege geführt wird. Die folgenden Angaben ersetzen nicht die rechtsverbindliche Auskunft der Denkmalschutzbehörde.
 Diese Liste gibt den Fortschreibungsstand vom 15. April 2020 wieder und enthält 7 Baudenkmäler.

## Baudenkmäler nach Gemeindeteilen

### Krommenthal
| Lage                              | Objekt     | Beschreibung | Akten-Nr.    | Bild |
| --------------------------------- | ---------- | --- | ------------ | ---- |
| Wiesthaler Straße 5, 7 (Standort) | Doppelhaus | zurückliegendes traufständiges Fachwerkhaus mit Satteldach und hohem Kellergeschoss mit Freitreppe, 1775, Kellereingang bez. 1838 | D-6-77-200-6 | BW   |

### Wiesthal
| Lage                                  | Objekt                              | Beschreibung | Akten-Nr.    | Bild           |
| ------------------------------------- | ----------------------------------- | --- | ------------ | -------------- |
| Aubach, Nähe Brückenstraße (Standort) | St.-Nepomuk-Statue                  | Inschriftsockel mit Bäckerzunftzeichen und St.-Nepomuk-Figur, Sandstein, barock, bez. 1733 | D-6-77-200-3 | BW             |
| Bahnhofstraße 30 (Standort)           | Bildstock                           | Abgefaster Pfeiler mit geschweiftem Satteldach-Nischenaufsatz sowie Kreuz- und Kugelbekrönungen, 1816, möglicherweise aber älter                                                                            | D-6-77-200-1 | BW             |
| Kirchstraße 6 (Standort)              | Katholische Pfarrkirche St. Andreas | Saalkirche mit fluchtendem Dreiseitchor und Satteldach mit Haubendachreiter, Putzfassade mit Sandsteinrahmungen und Wappenstein, nachgotisch, bez. 1599, Wappenstein bez. 1600, Anbau 1975; mit Ausstattung | D-6-77-200-4 | weitere Bilder |
| Kirchstraße 6 (Standort)              | Campanile                           | dreigeschossiger Turm mit Satteldach, Putzfassade mit Sandsteingliederungen, historisierend, 1913 | D-6-77-200-4 | BW             |
| Kirchstraße 6 (Standort)              | Kreuz                               | Tischsockel mit Inschriftkartusche und Kreuz mit Kleeblattendungen, Sandstein, bez. 1599 | D-6-77-200-4 | BW             |
| Kirchstraße 6 (Standort)              | Bildstock                           | Inschriftsockel mit Säule und Reliefaufsatz 'Kreuzigungsgruppe' mit Kreuzbekrönung, Sandstein, barock, bez. 1723                                                                                            | D-6-77-200-4 | BW             |
| Nähe Friedhofsweg (Standort)          | Friedhofskreuz                      | geschweifter Inschriftsockel mit Kruzifix, Sandstein, barock, bez. 1736 | D-6-77-200-2 | BW             |
| Nähe Friedhofsweg (Standort)          | Glocke                              | ursprl. im Dachreiter der Pfarrkirche, Bronze, Hieronymus Hack (Aschaffenburg), bez. 1600 | D-6-77-200-7 | BW             |
| Nähe Friedhofsweg (Standort)          | Friedhofskreuz                      | Sockel und Kruzifix mit kleeblattförmigen Endungen sowie archaisch reliefiertem Corpus, monolithischer Sandstein, bez. 1574, 1600, 1601                                                                     | D-6-77-200-5 | BW             |